# Pływanie artystyczne na Mistrzostwach Świata w Pływaniu 2019
Zawody w pływaniu artystycznym na 18. Mistrzostwach Świata w Pływaniu odbyły się w dniach 12–20 lipca 2019 r. w Yeomju Gymnasium.

## Harmonogram
Zostało rozegranych 10 konkurencji.
| Data     | Godzina UTC+09:00 | Godzina CEST | Konkurencja                             |
| -------- | ----------------- | ------------ | --------------------------------------- |
| 12 lipca | 11:00             | 04:00        | Solo technicznie – eliminacje           |
| 12 lipca | 16:00             | 09:00        | Duety technicznie – eliminacje          |
| 13 lipca | 11:00             | 04:00        | Duety mieszane technicznie – eliminacje |
| 13 lipca | 19:00             | 12:00        | Solo technicznie – finał                |
| 14 lipca | 11:00             | 04:00        | Zespół technicznie – eliminacje         |
| 14 lipca | 19:00             | 12:00        | Duety technicznie – finał               |
| 15 lipca | 11:00             | 04:00        | Solo dowolnie – eliminacje              |
| 15 lipca | 17:00             | 10:00        | Duety mieszane technicznie – finał      |
| 15 lipca | 19:00             | 12:00        | Program highlight – finał               |
| 16 lipca | 11:00             | 04:00        | Duety dowolnie – eliminacje             |
| 16 lipca | 19:00             | 12:00        | Zespół technicznie – finał              |
| 17 lipca | 11:00             | 04:00        | Zespół dowolnie – eliminacje            |
| 17 lipca | 19:00             | 12:00        | Solo dowolnie – finał                   |
| 18 lipca | 11:00             | 04:00        | Kombinacja dowolnie – eliminacje        |
| 18 lipca | 19:00             | 12:00        | Duety dowolnie – finał                  |
| 19 lipca | 11:00             | 04:00        | Duety mieszane dowolnie – eliminacje    |
| 19 lipca | 19:00             | 12:00        | Zespół dowolnie – finał                 |
| 20 lipca | 17:00             | 10:00        | Duety mieszane dowolnie – finał         |
| 20 lipca | 19:00             | 12:00        | Kombinacja dowolnie – finał             |

## Medaliści
| Konkurencja                            | Złoto | Złoto   | Srebro | Srebro  | Brąz | Brąz    |
| Konkurencja                            | Zawodniczka / Zawodnik | Wynik   | Zawodniczka / Zawodnik | Wynik   | Zawodniczka / Zawodnik | Wynik   |
| Solo technicznie (szczegóły)           | Swietłana Kolesniczenko · Rosja | 95,0023 | Ona Carbonell · Hiszpania | 92,5002 | Yukiko Inui · Japonia | 92,3084 |
| Solo dowolnie (szczegóły)              | Swietłana Romaszyna · Rosja | 97,1333 | Ona Carbonell · Hiszpania | 94,5667 | Yukiko Inui · Japonia | 93,2000 |
| Duety technicznie (szczegóły)          | Rosja · Swietłana Kolesniczenko · Swietłana Romaszyna | 95,9010 | Chiny · Huang Xuechen · Sun Wenyan | 94,0072 | Ukraina · Marta Fiedina · Anastasija Sawczuk | 92,5847 |
| Duety dowolnie (szczegóły)             | Rosja · Swietłana Kolesniczenko · Swietłana Romaszyna | 97,5000 | Chiny · Huang Xuechen · Sun Wenyan | 95,7667 | Ukraina · Marta Fiedina · Anastasija Sawczuk | 94,1000 |
| Zespół technicznie (szczegóły)         | Rosja · Anastasija Archipowska · Włada Czigiriowa · Majja Doroszko · Marina Goladkina · Wieronika Kalinina · Polina Komar · Ałła Szyszkina · Marija Szuroczkina                                                     | 96,9426 | Chiny · Feng Yu · Guo Li · Huang Xuechen · Liang Xinping · Sun Wenyan · Wang Qianyi · Xiao Yanning · Yin Chengxin                                                                         | 95,1543 | Ukraina · Maryna Ałeksijiwa · Władysława Ałeksijiwa · Marta Fiedina · Jełyzaweta Jachno · Jana Narieżna · Ekateryna Reznyk · Anastasija Sawczuk · Alina Szynkarenko                                               | 93,4514 |
| Zespół dowolnie (szczegóły)            | Rosja · Anastasija Archipowska · Włada Czigiriowa · Marina Goladkina · Wieronika Kalinina · Polina Komar · Ałła Szyszkina · Marija Szuroczkina · Warwara Subbotina                                                  | 98,0000 | Chiny · Chang Hao · Feng Yu · Guo Li · Huang Xuechen · Liang Xinping · Sun Wenyan · Xiao Yanning · Yin Chengxin                                                                           | 96,0333 | Ukraina · Maryna Ałeksijiwa · Władysława Ałeksijiwa · Marta Fiedina · Jełyzaweta Jachno · Jana Narieżna · Ekateryna Reznyk · Anastasija Sawczuk · Alina Szynkarenko                                               | 94,3667 |
| Kombinacja dowolnie (szczegóły)        | Rosja · Anastasija Archipowska · Włada Czigiriowa · Majja Doroszko · Marina Goladkina · Michaeła Kałancza · Wieronika Kalinina · Polina Komar · Ałła Szyszkina · Marija Szuroczkina · Warwara Subbotina             | 98,0000 | Chiny · Chang Hao · Cheng Wentao · Feng Yu · Guo Li · Liang Xinping · Sun Wenyan · Tang Mengni · Wang Qianyi · Xiao Yanning · Yin Chengxin                                                | 96,5667 | Ukraina · Maryna Ałeksijiwa · Władysława Ałeksijiwa · Wałerija Aprelewa · Weronika Hryszko · Ołeksandra Kowałenko · Jełyzaweta Jachno · Jana Narieżna · Ekateryna Reznyk · Anastasija Sawczuk · Alina Szynkarenko | 94,5333 |
| Duety mieszane dowolnie (szczegóły)    | Rosja · Majja Gurbanbierdijewa · Aleksandr Malcew | 92,9667 | Włochy · Manila Flamini · Giorgio Minisini | 91,8333 | Japonia · Atsushi Abe · Yumi Adachi | 90,4000 |
| Duety mieszane technicznie (szczegóły) | Rosja · Majja Gurbanbierdijewa · Aleksandr Malcew | 92,0749 | Włochy · Manila Flamini · Giorgio Minisini | 90,8511 | Japonia · Atsushi Abe · Yumi Adachi | 88,5113 |
| Program highlight (szczegóły)          | Ukraina · Maryna Ałeksijiwa · Władysława Ałeksijiwa · Wałerija Aprelejewa · Weronika Hryszko · Jełyzaweta Jachno · Ołeksandra Kowałenko · Jana Narieżna · Ekateryna Reznyk · Anastasija Sawczuk · Alina Szynkarenko | 94,5000 | Włochy · Beatrice Callegari · Domiziana Cavanna · Linda Cerruti · Francesca Deidda · Costanza Di Camillo · Costanza Ferro · Gemma Galli · Alessia Pezone · Enrica Piccoli · Federica Sala | 91,7333 | Hiszpania · Leyre Abadía · Ona Carbonell · Abril Conesa · Berta Ferreras · Cecilia Jiménez · María Juárez · Meritxell Mas · Elena Melián · Paula Ramírez · Blanca Toledano                                        | 91,1333 |

## Klasyfikacja medalowa
| Miejsce | Państwo   | Złoto | Srebro | Brąz | Razem |
| ------- | --------- | ----- | ------ | ---- | ----- |
| 1.      | Rosja     | 9     | 0      | 0    | 9     |
| 2.      | Ukraina   | 1     | 0      | 5    | 6     |
| 3.      | Chiny     | 0     | 5      | 0    | 5     |
| 4.      | Włochy    | 0     | 3      | 0    | 3     |
| 5.      | Hiszpania | 0     | 2      | 1    | 3     |
| 6.      | Japonia   | 0     | 0      | 4    | 4     |
| Razem   | Razem     | 10    | 10     | 10   | 30    |